# مارشال جونسون
مارشال جونسون (بالإنجليزية: Marshal Johnson)‏ هو لاعب كرة قدم نيجيري في مركز الوسط، ولد في 12 ديسمبر 1989 في أويو في نيجيريا. لعب مع أكوا يونايتد ونادي بارما ونادي بودابست هونفيد ونادي غوريتسا ونادي يوبين ويونيون سانت خيلويزي.

## وصلات خارجية
- مارشال جونسون على موقع قاعدة بيانات كرة القدم.إي يو (الإنجليزية)
- مارشال جونسون على موقع Soccerway.com (الإنجليزية)